# Michelangelo Serafini
Michelangelo Serafini (Firenze, ... – giugno 1555) è stato un poeta, letterato e traduttore italiano.

## Biografia
Figlio di Simone Serafini e allievo di Andrea Dazzi («sapientissimo» insegnante dello Studium fiorentino nelle «greche e romane scritture» al tempo di Pier Soderini), fu attivo nella Firenze di Cosimo I de' Medici (ma soprattutto dei suoi oppositori politici, come le famiglie Salviati o Strozzi) e membro dell'Accademia Fiorentina (di cui fu provveditore nel 1548). Autore di prose letterarie e di rime burlesche che ne accreditano almeno in parte l'immagine di poeta "irregolare", la sua opera più nota è la Nanea (1547), ma fu anche traduttore di testi greci (1548-1555).

## LaNanea
Imperniata sul tòpos letterario allora non infrequente dei "nani", la Nanea è un poemetto eroicomico in due canti, rispettivamente di 96 e 95 ottave, scritto dal Serafini nell'aprile-maggio 1547 come replica o come continuazione della Gigantea del concittadino e socio d'Accademia Girolamo Amelonghi. La sua pubblicazione in un unico volume intitolato La Gigantea insieme con la Nanea novamente mandata in luce (Firenze, Eredi di Lorenzo Torrentino, 1566) generò, almeno inizialmente, l'equivoco che entrambi i testi fossero dell'Amelonghi benché la Nanea recasse la sigla MSAF (Michelagniolo Serafini Accademico Fiorentino). Vi è poi un terzo poemetto, La guerra de' mostri di Anton Francesco Grazzini detto il Lasca, che completa questo trittico di opere burlesche e allusive alle vicende che nel 1547 turbarono la vita dell'Accademia Fiorentina e portarono all'epurazione di quasi tutti i suoi membri originari (gli "Umidi"); anche in questo caso la pubblicazione in un unico volume dei tre testi portò ad attribuire a lungo la Nanea al Grazzini.
Edizioni successive:
- Girolamo Amelonghi, Michelangelo Serafini e Anton Francesco Grazzini, La Gigantea et La nanea insieme con La guerra de mostri, Firenze, Antonio Guiducci, 1612.
- Con il titolo La gigantea, la nanea e la guerra dei mostri. Poemi di diversi, venne anche pubblicata nel 2º vol. della "Raccolta di poemi eroico-comici" con la falsa indicazione di Yverdon, ma in realtà Firenze, Giuseppe Allegrini, 1772.
- La Gigantea e la Nanea insieme con la Guerra de' mostri e le Stanze del poeta Sciarra [Pietro Strozzi], Leida, Van der Bet, ma in realtà Firenze, Giovanni Betti, 1823.
- Giuseppe Crimi e Cristiano Spila (a cura di), Nanerie del Rinascimento. La 'Nanea' di Michelangelo Serafini e altri versi di corte e d'accademia, Manziana, Vecchiarelli, 2006. ISBN 978-88-8247-186-6. Il volume è composto di tre parti: la prima è una silloge di testi letterari commentati (di cui due inediti) dal Quattrocento al Seicento in cui i nani sono protagonisti; la seconda è l'edizione critica della Nanea, ricca di annotazioni che ne svelano e interpretano le allusioni all'Accademia Fiorentina; la terza raccoglie le "Appendici" (alcuni testi curiosi di o sui nani, bibliografia e indici).

## Altre opere
- Orazione in morte di Andrea Dazzi, recitata pubblicamente nel convento di Santa Maria Novella il 20 dicembre 1548 (non pubblicata).[5]
- La Penisse [cioè Le fenicie] tragedia di Euripide tradotta in volgar fiorentino (non anteriore al 1548 - non pubblicata).
- Febo e Dafne, favola in versi sciolti (1549 - non pubblicata).
- Sopra un sonetto della gelosia di m[esser] Giovanbatista Strozzi, Firenze, Lorenzo Torrentino, 1550. L'opera, «primo parto dello mio ingegno» come la definisce lo stesso autore nella dedica ad Alessandro Salviati (p. 9), è la riproduzione a stampa di una lezione «recitata da lui publicamente nell'Academia Fiorentina» il 3 novembre 1549 (p. 11).[6]
- Expositione della Canzone sopra la carbonata (non pubblicata).[7]
- Alcuni madrigali, di cui 17 sono riportati in Francesco Trucchi (a cura di), Poesie italiane inedite di dugento autori dall'origine della lingua infino al secolo decimosettimo, Prato, Ranieri Guasti, 1846-1847, vol. 4º, pp. 52-60. Un altro madrigale, una canzone e sei sonetti si trovano invece in un manoscritto della Biblioteca Medicea Laurenziana.[8]